# 輿水精一
輿水 精一（こしみず せいいち、1949年　）は、日本のブレンダー。

## 経歴
山梨県甲府市生まれ。山梨大学工学部発酵生産学科卒業。
1973年サントリー入社。多摩川工場でのブレンドグループを経て、1976年より研究センターでウイスキーの貯蔵・熟成の研究に従事。1985年より山崎蒸溜所で品質管理、貯蔵部門を担当した後1991年よりブレンダー室課長となる。
一日に200種類以上もの原酒をテイスティングし、世界的なコンペティションでトロフィーを受賞した「響21年」（1994年発売）「響30年」（1997年発売）をはじめ、｢山崎50年」「同35年」など、様々なサントリーウイスキーの開発・ブレンドに携わる。1996年に主席ブレンダー、1999年より「ウイスキーの品質を決める最終評価者」であるチーフブレンダーとなり、2014年9月にチーフブレンダーの任期を終え、サントリースピリッツ（株）の名誉チーフブレンダーとなる。
2015年3月、ウイスキー専門誌『ウイスキーマガジン』が認定する「Hall of Fame(ホール オブ フェイム)」を受賞。授賞式は、同誌が主催する「Icons of Whisky」の授賞式とあわせて3月19日（木）にイギリス・ロンドンで開催され、日本人として初めて“ウイスキー殿堂入り”となる。
2003年のインターナショナル　スピリッツ　チャレンジ（ISC）において「山﨑12年」が金賞を受賞し、世界にジャパニーズウイスキーの価値を広げた立役者となり、翌年2004年のインターナショナル　スピリッツ　チャレンジ（ISC）から、他のウィスキーメーカーのマスターブレンダー及びチーフブレンダーと共に審査員を務める。
2004年より立て続けに「響」「山崎」「白州」の金賞が受賞し、2010年にインターナショナル　スピリッツ　チャレンジ（ISC）にて、ウィスキーメーカー企業としてもっとも栄誉ある賞「ISC2010 ディスティラー オブ ザ イヤー」を受賞。
チーフブレンダーとしての任期2014年が終わるまで、2012年、2013年、2014年にも「ISC2010 ディスティラー オブ ザ イヤー」を受賞し続けた。
2023年、文化庁長官表彰。

## 現在
現在、京都の老舗料亭「梁山泊」の主人、橋本憲一と共に株式会社ハセラボを設立し、特定の成分（アルコール、塩分など）の分離による、健康に優しい嗜好品の開発の実現を試み、高齢者や飲めない体質の方でも健康的に無理なくウイスキーを楽しめる商品を開発中。
ウイスキーが持つ魅力と健康への効用をより多くの方が知ることになり、国産ウイスキー業界の裾野を広げることに貢献し、ジャパニーズウイスキーの価値を守り、正しい形で世界に広げるために、ジャパニーズウィスキーと日本の食文化をテーマにジャパニーズウィスキーの啓蒙活動を行う。